# 鸟居千穗
鸟居千穗（日语：／ Torii Chiho，1970年7月29日—），京都府長岡京市出身，日本女子排球运动员。她曾代表日本国家队参加1996年夏季奥林匹克运动会排球比赛，获得第9名。